# Dornier Do 28
Il Dornier Do 28 è un bimotore da trasporto di linea regionale multiruolo ad ala alta con capacità STOL, prodotto dall'azienda tedesca Dornier-Werke GmbH dagli anni sessanta.
Modello derivato dal monomotore Do 27, venne inizialmente sviluppato per il mercato civile, ma successivamente proposto anche a quello militare. Viene tuttora utilizzato da numerose compagnie aeree su rotte a breve-medio raggio e da diverse forze aeree di nazioni europee ed africane.

## Storia del progetto
Il successo commerciale ottenuto con il monomotore Do 27 realizzato a metà degli anni cinquanta, il primo progetto tedesco avviato alla grande serie dal termine della seconda guerra mondiale, suggerì all'azienda di svilupparne una variante che riuscisse ad abbinare una maggiore capacità di carico alle già ottime capacità STOL del precedente modello. La scelta ricadde su un progetto che riproponeva la configurazione alare del Do 27, ad ala alta e dotato di ipersostentatori sia sul bordo d'attacco che sul bordo d'uscita, abbinata ad una diversa e più grande fusoliera e da una soluzione propulsiva a due motori. La fusoliera venne in parte rivista, mantenendo inalterata la parte posteriore e l'impennaggio ma abbinandola ad una cabina di pilotaggio sempre a due posti affiancati, ma con una migliore razionalizzazione interna ed alla quale si accedeva dallo scompartimento passeggeri e non più dalle due entrate laterali ricavate nel tettuccio.
La scelta della motorizzazione ricadde nuovamente su una fornitura dell'azienda statunitense Lycoming Engines, che disponevano di motori a quattro e sei cilindri contrapposti e raffreddati ad aria, con una soluzione però anticonvenzionale: diversamente dai contemporanei modelli bimotore ad ala bassa, come gli statunitensi Cessna 310 ed il Piper PA-23, o ad ala alta, come il britannico Scottish Aviation Twin Pioneer, che li alloggiavano in gondole piatte posizionate sul bordo d'attacco, nel modello tedesco furono posizionati lateralmente alla fusoliera ed integrati nel carrello d'atterraggio fisso.
Il prototipo, equipaggiato con una coppia di motori Lycoming O-360-A1A a quattro cilindri da 180 hp (130 kW) ed abbinati ad eliche bipala a passo fisso, venne portato in volo per la prima volta il 29 aprile 1959, ma pur dimostrando le potenzialità del progetto risultò sottopotenziato. Per la produzione in serie si sarebbe quindi ricorsi ad una soluzione dalla maggior potenza, il sei cilindri Lycoming O-540-A1A da 250 hp (190 kW).

## Impiego operativo

### Civile
Alcuni Do 28 D2 sono stati utilizzati per operazioni civili e lanci di paracadutisti sportivi

### Militare
Le caratteristiche complessive del Do 28, anche in funzione delle capacità STOL del modello, ne hanno determinato il successo commerciale anche nel settore difesa, nei ruoli di aereo da trasporto militare leggero, aereo da collegamento e, secondariamente, nelle missioni di ricerca e salvataggio.
Venne adottato principalmente dalla Luftwaffe, la forza aerea dell'allora Repubblica Federale Tedesca, e successivamente dalla Marineflieger, componente aerea della Deutsche Marine, la marina militare.

## Versioni
Do 28
prototipo equipaggiato con due motori Lycoming O-360-A1A da 180 hp (130 kW) dotati di eliche bipala a passo fisso.
Do 28 A-1
designazione del modello di produzione in serie equipaggiato con una coppia di motori Lycoming O-540-A1A da 250 hp (190 kW) e caratterizzato dall'incremento dell'apertura alare di oltre 2 m e prodotta in 60 esemplari. Primo volo nel marzo 1960 ad Oberpfaffenhofen. Un esemplare venne utilizzato come trasporto personale del ministro della difesa tedesco Franz Josef Strauß.
Do 28 A-1-S
conversione a idrovolante a scarponi del Do 27 A-1 da parte della Jobmaster Company di Seattle, Washington, Stati Uniti d'America.
Do 28 B-1
sviluppo del Do 28 A caratterizzato da un naso allungato, serbatoi carburante addizionali, impennaggio dalle superfici maggiorate e motorizzato con una coppia di motori Lycoming IO-540 dotati di iniezione capaci di 290 hp (220 kW) ed abbinati ad eliche tripala a passo variabile, prodotta in 60 esemplari.
Do 28 B-1-S
conversione a idrovolante del Do 28 B-1 proposta dalla Jobmaster Company.
Do 28 B-2
variante dotata dei motori Lycoming TIO-540 turbocompressi, realizzata in un solo esemplare.
Do 28 C
versione proposta, caratterizzata da scompartimento passeggeri ad otto posti a sedere ed equipaggiata con due motori turboelica da 530 shp, mai realizzata.
Do 28 D
profondo sviluppo del progetto originale: versione caratterizzata da una fusoliera ridisegnata, ala dalla maggiore apertura, nuovo impennaggio ed equipaggiata con una coppia di motori IGSO-540 da 380 hp (280 kW), realizzata in sette esemplari.
Do 28 D-1
versione di produzione in serie del Do 28 D, con ala dall'apertura maggiorata di 50 cm e maggiore capacità, prodotta in 54 esemplari.

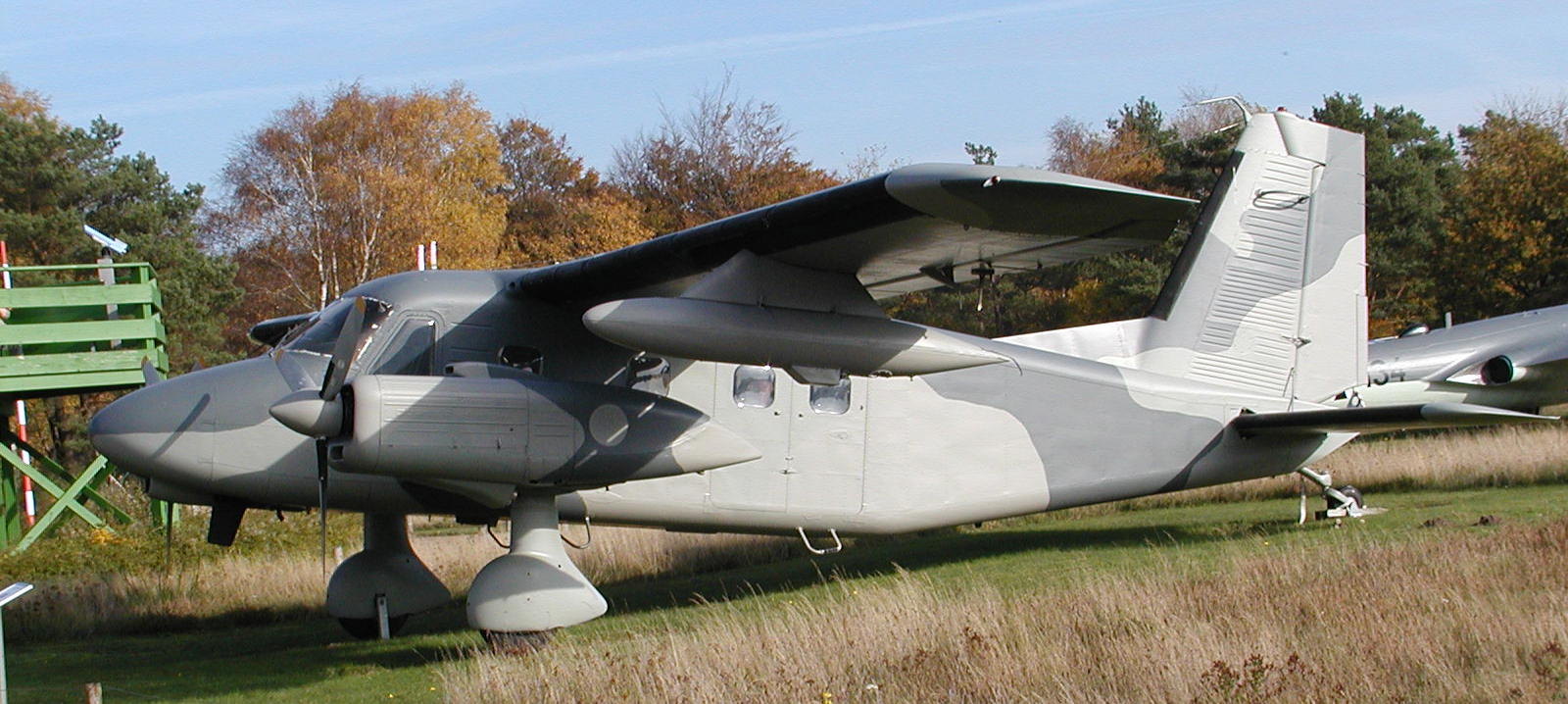
Dornier Do 28 D-2

Do 28 D-2
versione caratterizzata da un incremento del valore di peso massimo al decollo e da un intervento sulla fusoliera, irrobustita e con cabina di pilotaggio allargata, realizzata in 172 esemplari.
Do 28 D-2/OU
un Do 28 D modificato come aereo di sorveglianza per l'inquinamento ambientale.
Do 28 D-2T
designazione assegnata ad un Do 28 D-2 in dotazione alla Luftwaffe equipaggiato con una coppia di motori Avco Lycoming TIGO-540.
Do 28 D-5X Turbo Skyservant
prototipo, versione equipaggiata con una coppia di motori turboelica Lycoming LTP-101-600 da 400 shp (298 kW) ciascuno. Realizzato in un solo esemplare, volò il 9 aprile 1978. Viene citato anche come TurboSky.
Do 28 D-6X Turbo Skyservant
prototipo, versione equipaggiata con una coppia di motori turboelica Pratt & Whitney Canada PT-6A-110 da 400 shp (298 kW) ciascuno. Realizzato in un solo esemplare, volò il 4 marzo 1980 e venne successivamente ridesignato Dornier 128-6.

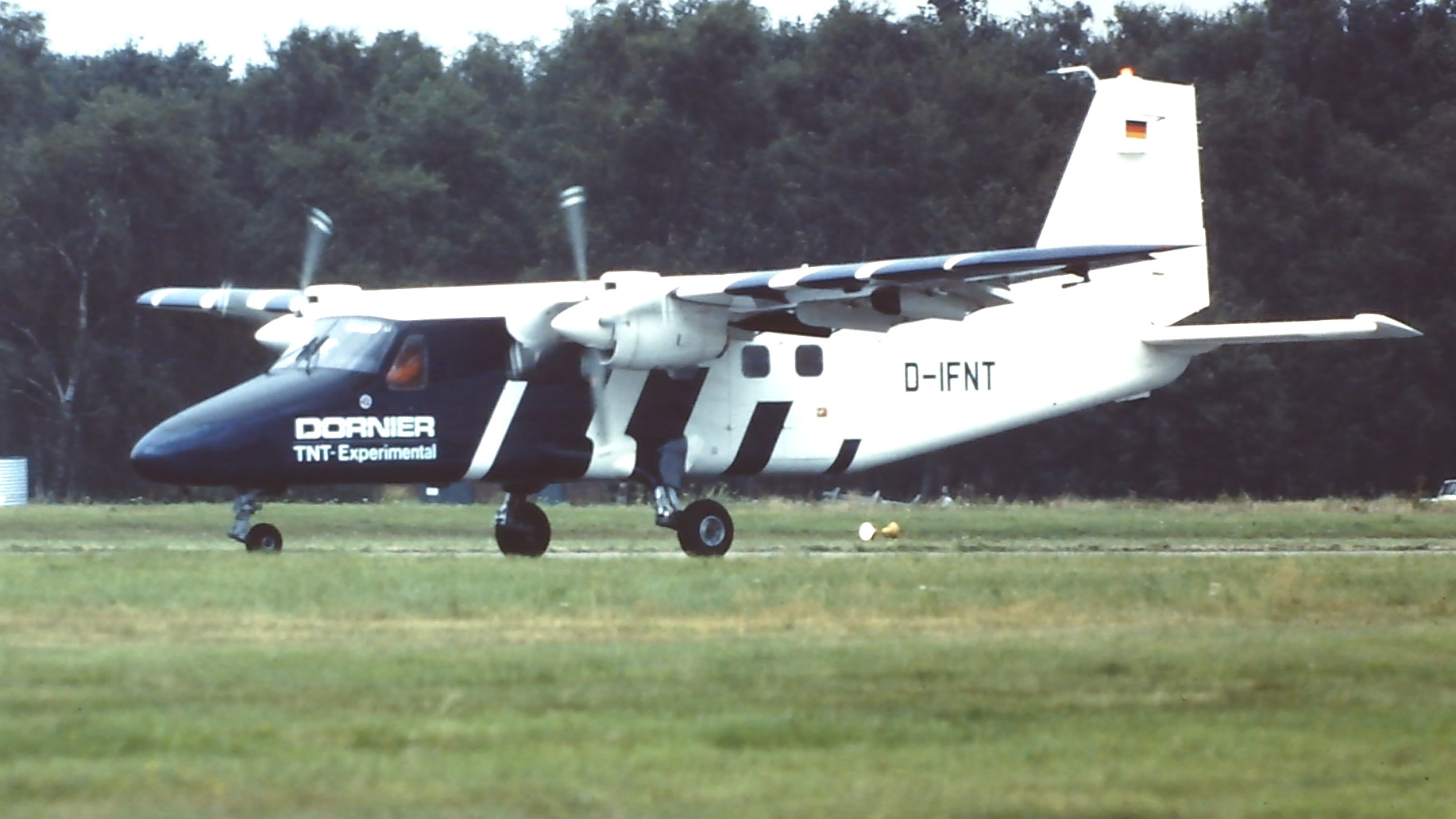
Il Do 28 E-TNT sperimentale.

Do 28 E-TNT
prototipo, variante sperimentale del Do 28 D, caratterizzata dall'adozione della nuova ala ad alta tecnologia Tragflugel Neuer Technologie da 19,97 m di apertura, equipaggiata con una coppia di motori turboelica Garrett TPE331-5-252D da 715 shp (533 kW) ciascuno posizionati sul bordo d'attacco. Realizzato in un solo esemplare, volò il 14 giugno 1979. L'ala verrà in seguito adottata di serie dal successivo Dornier Do 228.
Do 28 G.92
conversione di produzione slovacca del Do 28 D, equipaggiata con una coppia di motori turboelica Walter Engines M601-D2 da 450 shp (340 kW) ed utilizzata per operazioni di paracadutismo. Sette esemplari modificati.
Do 128-2
sviluppo migliorativo del Do 28 D-2 che lo sostituì nella produzione in serie nel 1980.
Do 128-6

## Utilizzatori

### Militari
Angola
- Força Aérea Popular de Angola y Defesa Aérea y Antiaérea

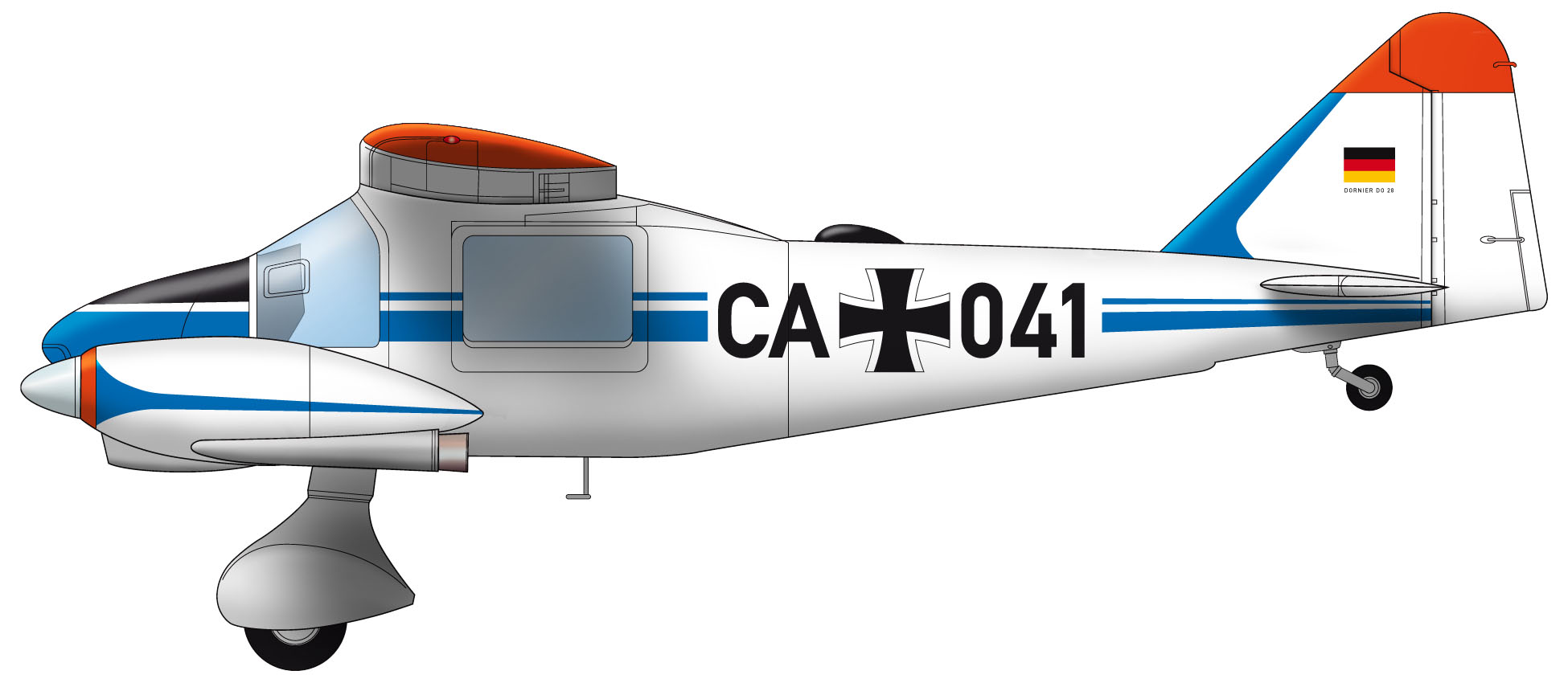
Do 28 A-1 (CA+041)

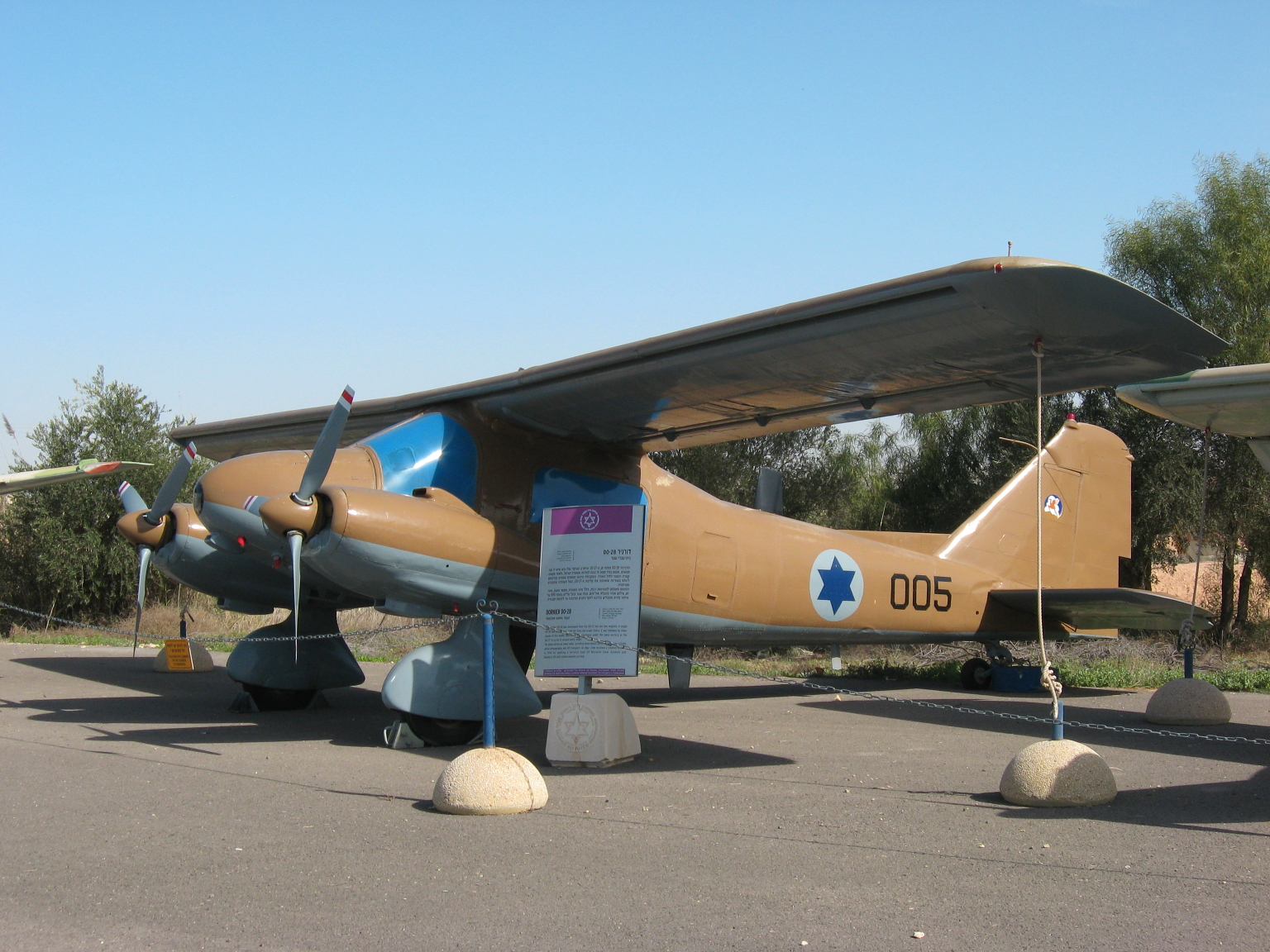
Il Do 28 esposto al museo delle forze armate israeliane ad Hatzerim.

1 in servizio a tutto il 2017.
 Benin
- Force Aérienne Populaire de Benin

 Camerun
- Armée de l'Air du Cameroun

 Germania
- Luftwaffe
- Marineflieger

 Grecia
- Polemikí Aeroporía

 Israele
- Heyl Ha'Avir

 Kenya
- Kenya Air Force

6 Do-28D acquistati nel 1977-1978, 2 in servizio all'aprile 2022.
 Malawi
- Malawi Army Air Wing

 Marocco
- Forces royales air

 Mozambico
- Força Aérea de Moçambique

opera con due Dornier 28 attualmente in servizio.
 Niger
- Groupement aérien national du Niger, poi
- Armée de l'air du Niger

 Nigeria
- Nigerian Air Force

 Spagna
- Ejército del Aire

 Turchia
- Türk Kara Kuvvetleri Havacılığı

 Zambia
- Zambian Air Force and Air Defence Command

10 Do 28D ordinati nel 1970, con consegne avvenute tra la fine dello stesso anno e l'inizio del 1971.

### Governativi
Lesotho
- Police Mobile Unit

### Riviste
- (EN)  "Dornier's Way With Commuters". Air International, October 1987, Vol. 33, No. 4, pp. 163–169, 201–202.
- (EN)  "Fashionably Old Fashioned: Dornier's Versatile Skyservant". Air International, January 1979, Vol. 16 No. 1. pp. 13–17, 43–44.
- (EN)  "On Test...Dornier's New Technology Wing". Air International, October 1979, Vol. 17 No. 4. pp. 188–191.